# Eduarda Amorim
Eduarda "Duda" Idalina Amorim (becenevén Duda) (férjezett nevén: Eduarda "Duda" Idalina Amorim Taleska) Blumenau, 1986. szeptember 23. –) világbajnok, ötszörös BL-győztes brazil-magyar kettős állampolgárságú válogatott  kézilabdázó, balátlövő. Pályafutása során legtöbbet a Győri Audi ETO KC csapatánál játszott, mezszáma a 18-as volt.
2014 novemberében egy válogatott mérkőzésen, a bal lábában keresztszalag-szakadást szenvedett.
2018-ban megszerezte negyedik Bajnokok Ligája címét is. A Vardar ellen vívott döntő második félidejében, amikor egy kipattanó labdára vetődött, az egyik ujja eltört, ennek ellenére végig játszott a mérkőzésen. A rendes játékidő döntetlenre végződött, majd a hosszabbításban négy gólt is szerzett.
2018. december 20-án magyar állampolgársági esküt tett.
Folyékonyan beszél portugálul és angolul, továbbá beszéli a macedón és a magyar nyelveket.

## Díjai, elismerései
- Macedón bajnok: 2005, 2006, 2007, 2008
- Macedón kupagyőztes: 2005, 2006, 2007, 2008
- Magyar bajnokság győztese: 2009, 2010, 2011, 2012, 2013, 2014, 2016, 2017, 2018, 2019[6]
- Magyar kézilabdakupa győztese: 2009, 2010, 2011, 2012, 2013, 2014, 2015, 2016, 2018, 2019, 2021
- EHF-bajnokok ligája győztes: 2013, 2014, 2017, 2018, 2019[7]
- Pánamerikai játékok győztese: 2007, 2011
- Kézilabda-világbajnokság győztese: 2013
- Junior világbajnokság legjobb balátlövője: 2005
- Kézilabda-világbajnokság legértékesebb játékosa (MVP): 2013
- EHF-bajnokok ligája legjobb balátlövője: 2014
- EHF-bajnokok ligája legjobb védő játékosa: 2016, 2017
- A világ legjobb kézilabdázónője (2014)[8]
- Az év kézilabdázója az EHF szavazásán[9]